# Осечница (гмина)
Осечница (пол. Osiecznica) — сельская гмина (волость) в Польше, входит как административная единица в Болеславецкий повет, Нижнесилезское воеводство. Население — 7077 человек (на 2004 год).

## Демография
| Перепись                       | Всего   | Всего | Женщины | Женщины | Мужчины | Мужчины |
| ------------------------------ | ------- | ----- | ------- | ------- | ------- | ------- |
| Единицы                        | человек | %     | человек | %       | человек | %       |
| Население                      | 7077    | 100   | 3549    | 50,1    | 3528    | 49,9    |
| Плотность населения (чел./км²) | 16,2    | 16,2  | 8,1     | 8,1     | 8,1     | 8,1     |

## Поселения
1. Броновец
2. Длугоконты
3. Елене-Роги
4. Езоры
5. Кличкув
6. Любошув
7. Лавшова
8. Олобок
9. Осечница
10. Осечув
11. Парова
12. Посвентне
13. Пшейенслав
14. Свентошув
15. Томислав

## Соседние гмины
1. Гмина Болеславец
2. Гмина Илова
3. Гмина Маломице
4. Гмина Новогродзец
5. Гмина Шпротава
6. Гмина Венглинец
7. Гмина Жагань